# Sylvester Stallone
Michael Sylvester Gardenzio Stallone (ur. 6 lipca 1946 w Nowym Jorku) – amerykański aktor, scenarzysta, reżyser i producent filmowy.
Uznawany za jedną z największych gwiazd kina światowego oraz międzynarodową ikonę machismo i Hollywood. Międzynarodową sławę i trwałe miejsce w historii kina przyniosły mu role, które stały się częścią amerykańskiej kultury masowej – legendy boksu Rocky’ego Balboa i żołnierza Johna Rambo.
14 czerwca 1984 otrzymał własną gwiazdę w Alei Gwiazd w Los Angeles znajdującą się przy 6712 Hollywood Boulevard.

## Wczesne lata życia
Urodził się w Hell’s Kitchen, dzielnicy Manhattanu, w Nowym Jorku jako syn Jacqueline „Jackie” Stallone (z domu Labofish; 1921-2020), astrolog i tancerki francusko-żydowskiego pochodzenia, i Francesco „Franka” Stallone’a Sr. (1919−2011), włoskiego fryzjera pochodzącego z Gioia del Colle. W wyniku porodu kleszczowego doznał poważnego urazu głowy, który częściowo sparaliżował prawą stronę twarzy Stallone’a i sprawił, że aktor od dzieciństwa miał wykrzywioną dolną wargę i wadę wymowy (bełkotliwość). Otrzymał imię na cześć kota Sylwestra z animacji Zwariowane melodie.
Uczęszczał do klas początkowych w Montgomery Hills Junior High School w Silver Spring, w stanie Maryland. Jego rodzice nieustannie wszczynali awantury i ignorowali jego i młodszego brata Franka Juniora (ur. 30 lipca 1950), stąd pierwsze lata swojego dzieciństwa Stallone spędził w rodzinach zastępczych. W 1957 jego rodzice się rozwiedli, matka w 1959 po ślubie z Anthonym Filitim przeniosła się do północno-wschodniej Filadelfii, w stanie Pensylwania, gdzie Stallone uczęszczał do Devereaux High School i Lincoln High School. Sylvester ma przybrane rodzeństwo – siostrę Toni Ann Filiti D’Alto (ur. 5 maja 1960) z drugiego małżeństwa matki i brata Dante Alexandra z drugiego małżeństwa ojca.
Przez jeden semestr uczył się w Bishop Snyder School w Silver Spring, w stanie Maryland. Po obejrzeniu filmu Herkules, zainspirowany wyglądem Steve’a Reevesa, rozpoczął treningi na siłowni. Skupił się też na karierze sportowej: podnosił ciężary, grał w szkolnej drużynie piłki nożnej i ćwiczył szermierkę. Wkrótce otrzymał stypendium sportowe i w latach 1960–1963 studiował w American College of Switzerland w Leysin, w Szwajcarii. W tym czasie był trenerem sportowym dziewcząt, a w wolnym czasie występował w szkolnej produkcji Śmierć komiwojażera Arthura Millera. To doświadczenie zainspirowało go do zostania aktorem, a po powrocie do USA zaczął studiować dramat na Uniwersytet Miami, które przerwał po przeprowadzce do Nowego Jorku w 1969.

## Początki kariery
Pracował jako demonstrator pizzy, zamiatał klatki w zoo i był woźnym w Nowym Jorku, a podczas wykonywania różnych dorywczych prac często chodził na przesłuchania aktorskie. Został obsadzony w roli Mike’a Nixona, napalonego mechanika telefonicznego w sztuce off-broadwayowskiej Score, która miała 23 wystawienia w Martinique Theatre od 28 października do 15 listopada 1970. Swój filmowy debiut zanotował jako Stud w komedii erotycznej Wieczorek u Kitty i Studa (The Party at Kitty and Stud’s, 1970), która później ukazała się na kasetach VHS jako Włoski ogier po tym, jak Stallone stał się sławny; za udział w filmie zarobił 200 dolarów.
Twarz Stallone’a i jego głęboki głos były przyczyną jego ciągłego odrzucania w rolach scenicznych i filmowych. Został obsadzony w komedii Kochankowie i inni nietutejsi (Lovers and Other Strangers, 1970) i jako Jerry w dramacie Nie ma miejsca do ukrycia (No Place to Hide, 1970). W 1971 pojawił się jako chuligan z metra w komedii Woody’ego Allena Bananowy czubek (Bananas, 1971) i dreszczowcu Alana J. Pakuli Klute (1971). 
Kandydował do roli Pauliego Gatto i Carlo Rizzi w Ojcu chrzestnym (1972), ale nie został obsadzony. Zamiast tego postanowił spróbować swoich sił w pisaniu scenariuszy, w tym do komediodramatu Książęta z Flatbush (The Lord’s of Flatbush, 1974), gdzie wystąpił w roli chuligana z Perrym Kingiem i Henrym Winklerem. Z pieniędzmi zarobionymi z tego filmu Stallone wyjechał z Nowego Jorku do Hollywood.

## Kariera hollywoodzka

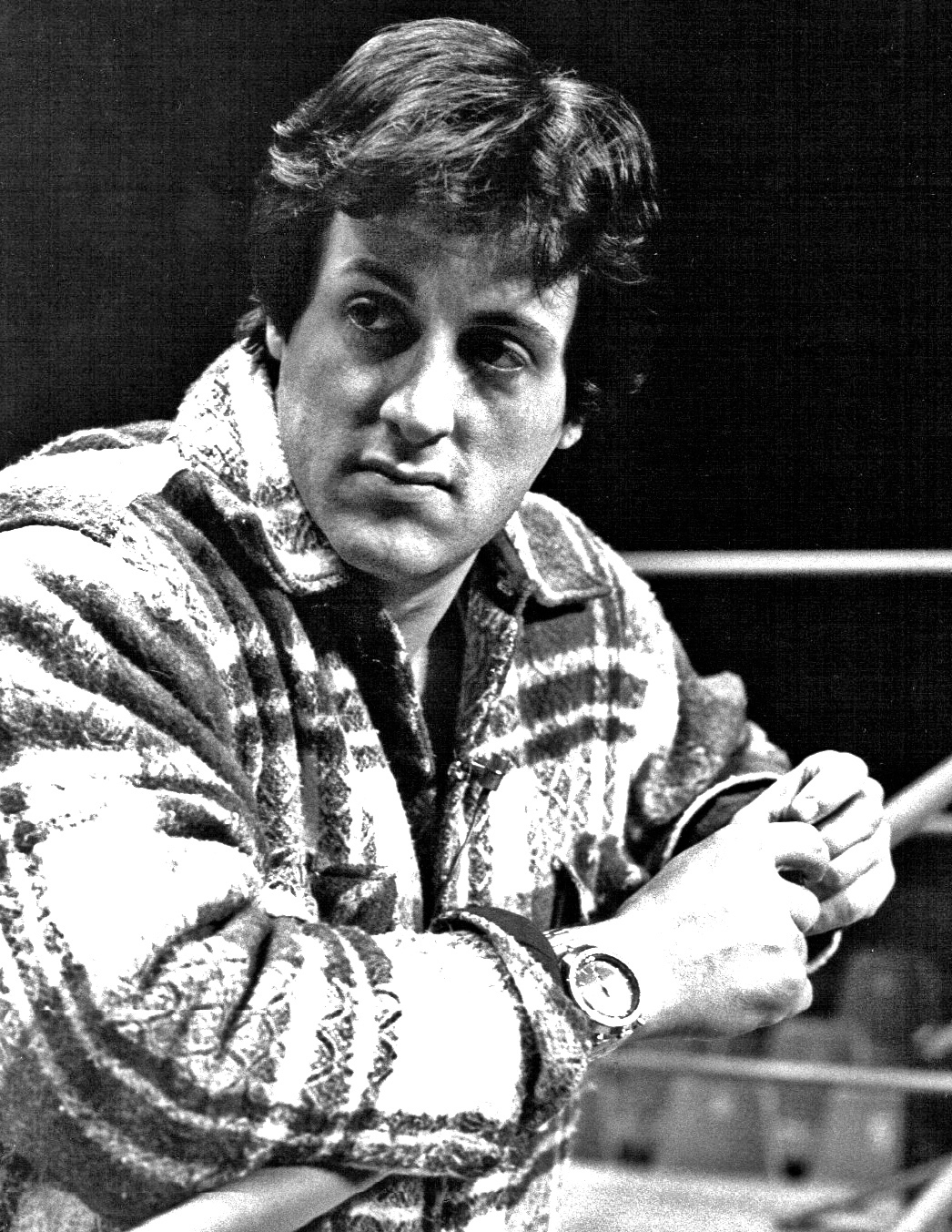
Stallone (1977)

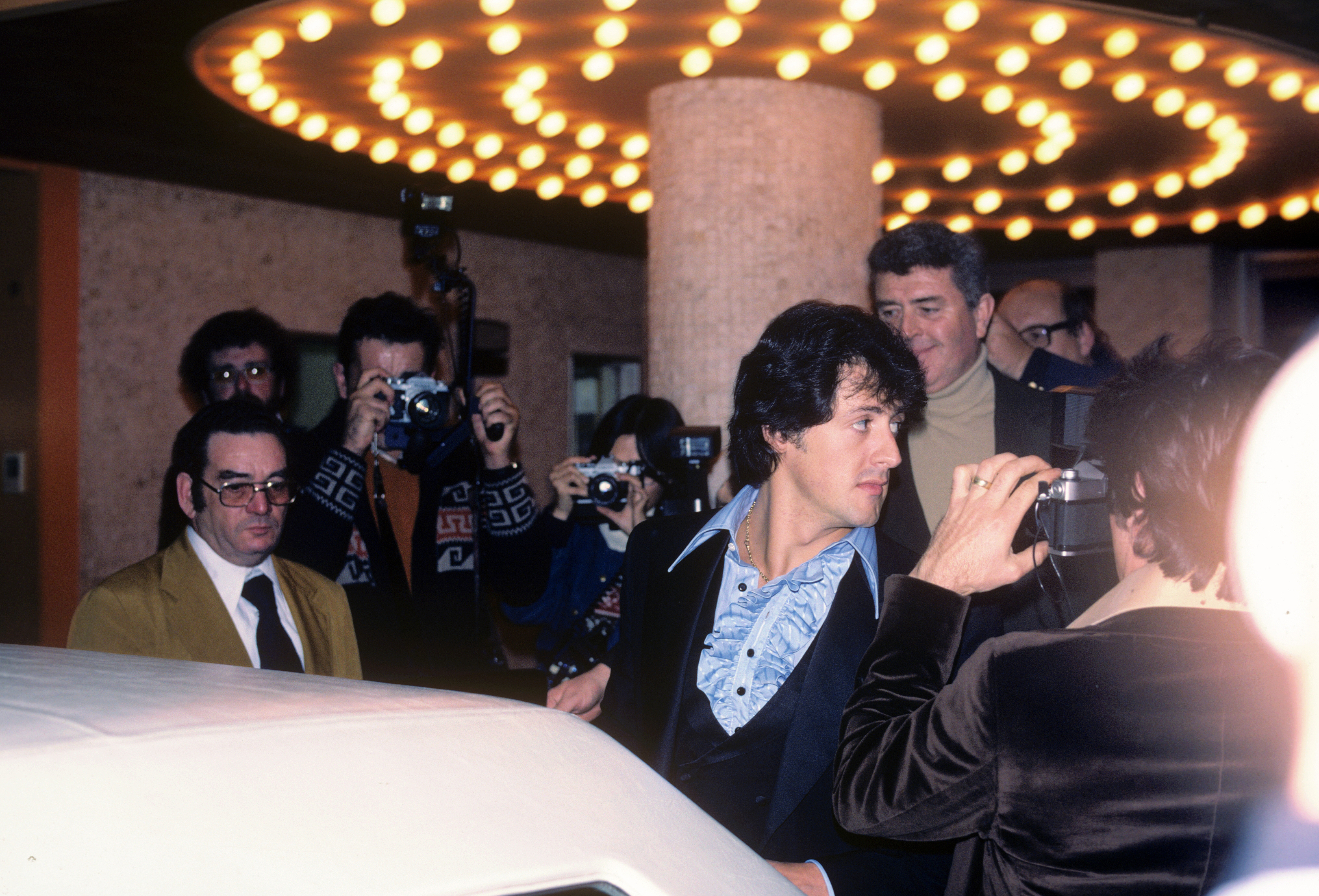
Stallone po premierze filmu F.I.S.T. (1978)

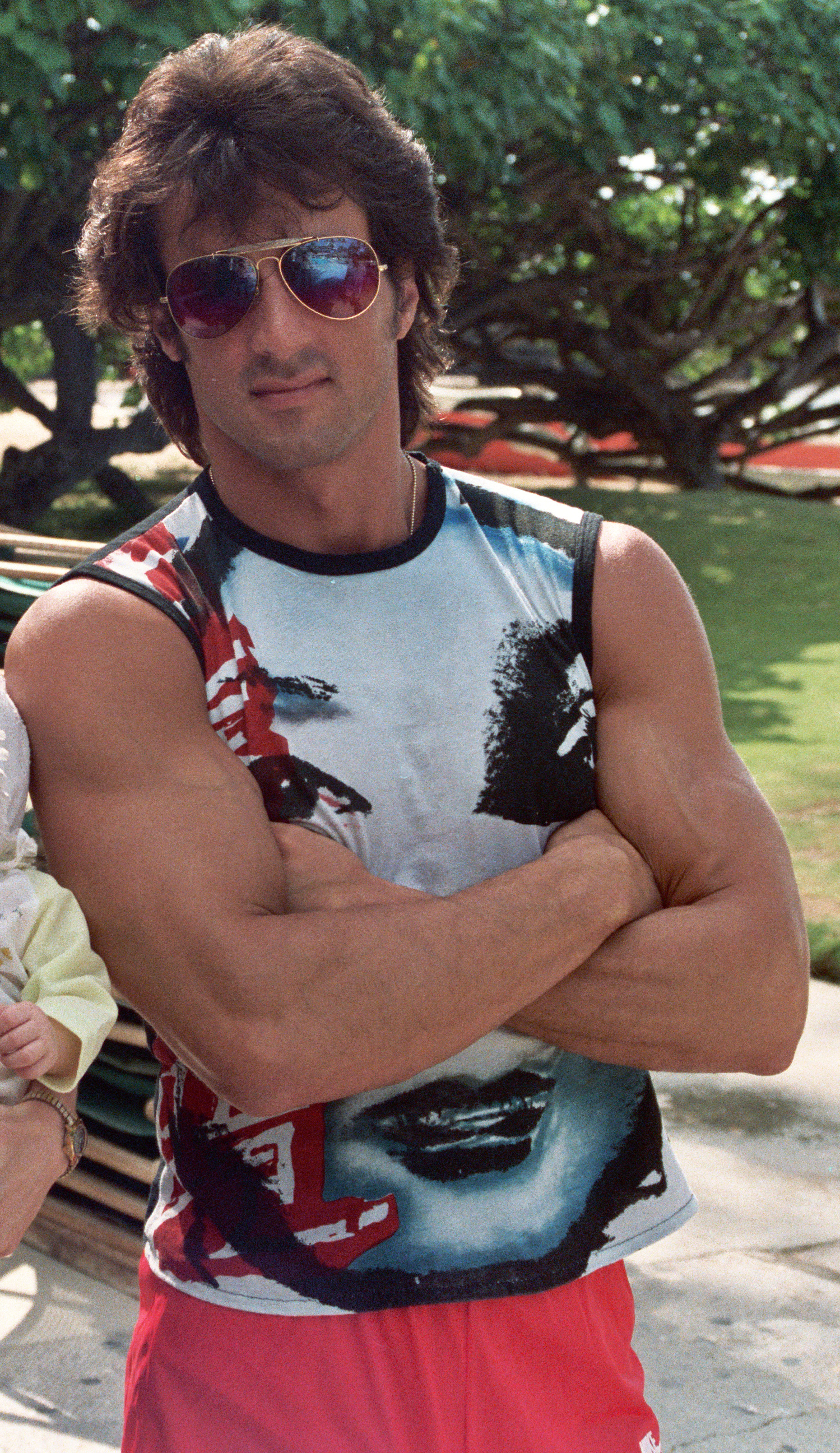
Stallone (1984)

Stallone ze swoją drugą żoną Brigitte Nielsen, Ronaldem Reaganem i Nancy Reagan (1985)

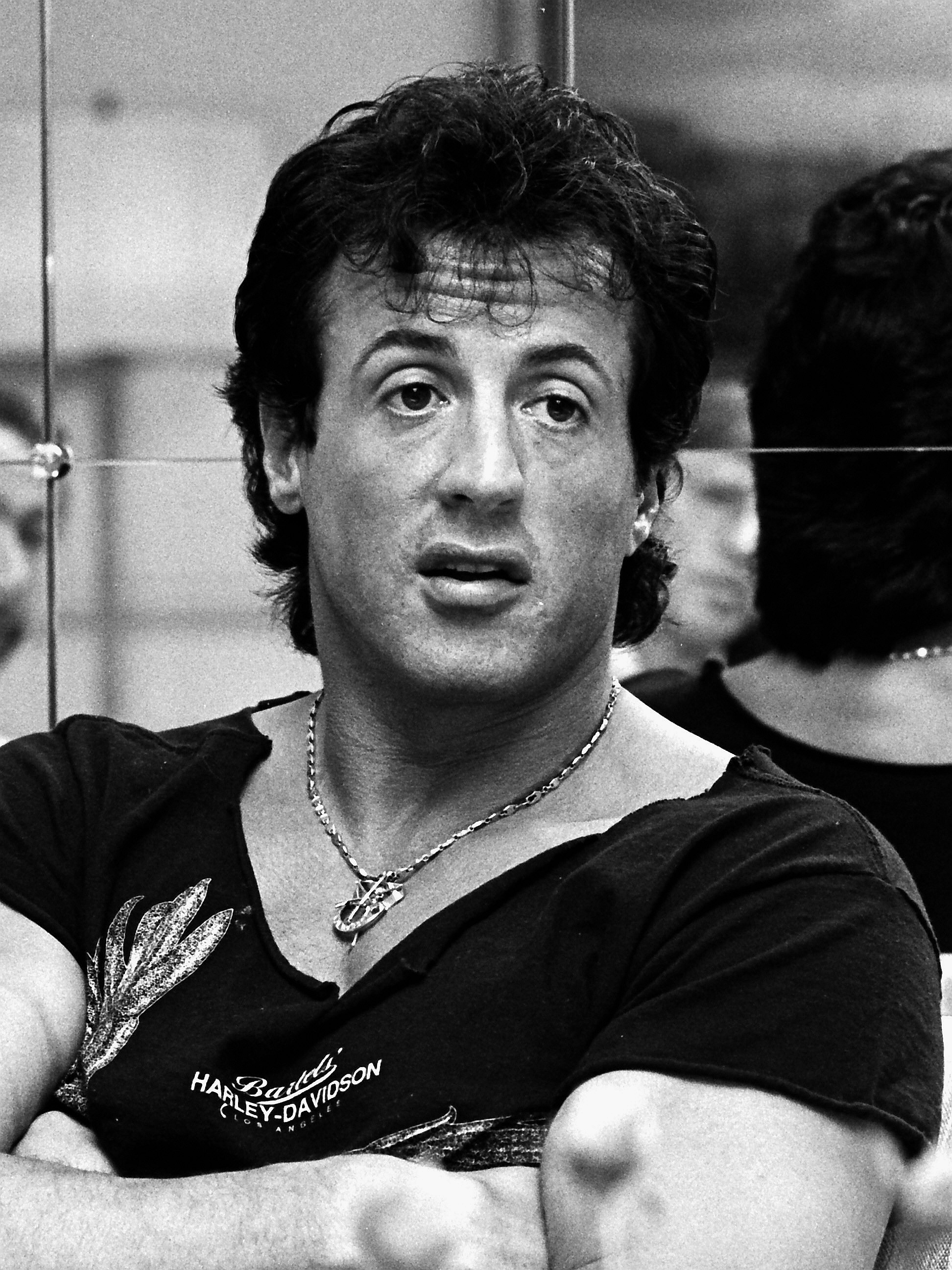
Stallone podczas medialnej promocji filmu Rambo III w Szwecji (1988)

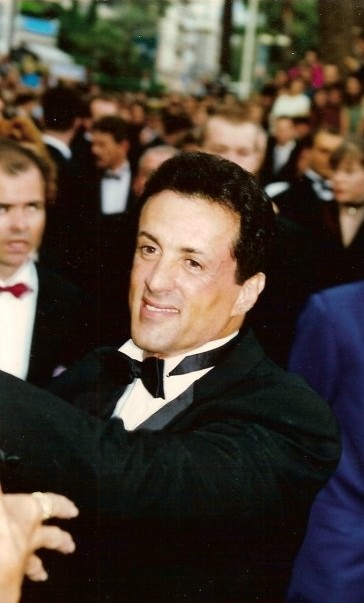
Stallone na Festiwalu Filmowym w Cannes (1993)

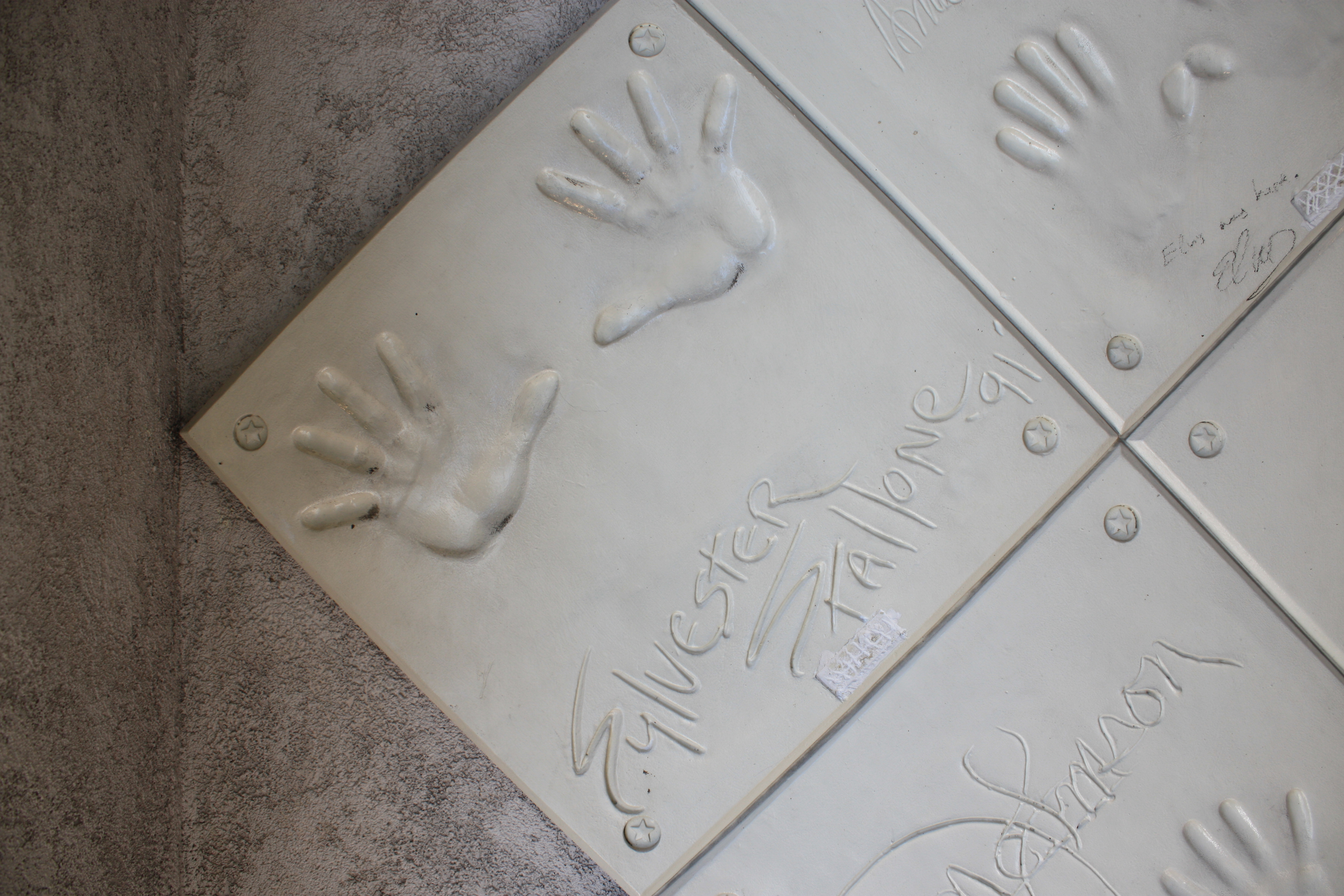
Odciski dłoni w restauracji Planet Hollywood (1991)

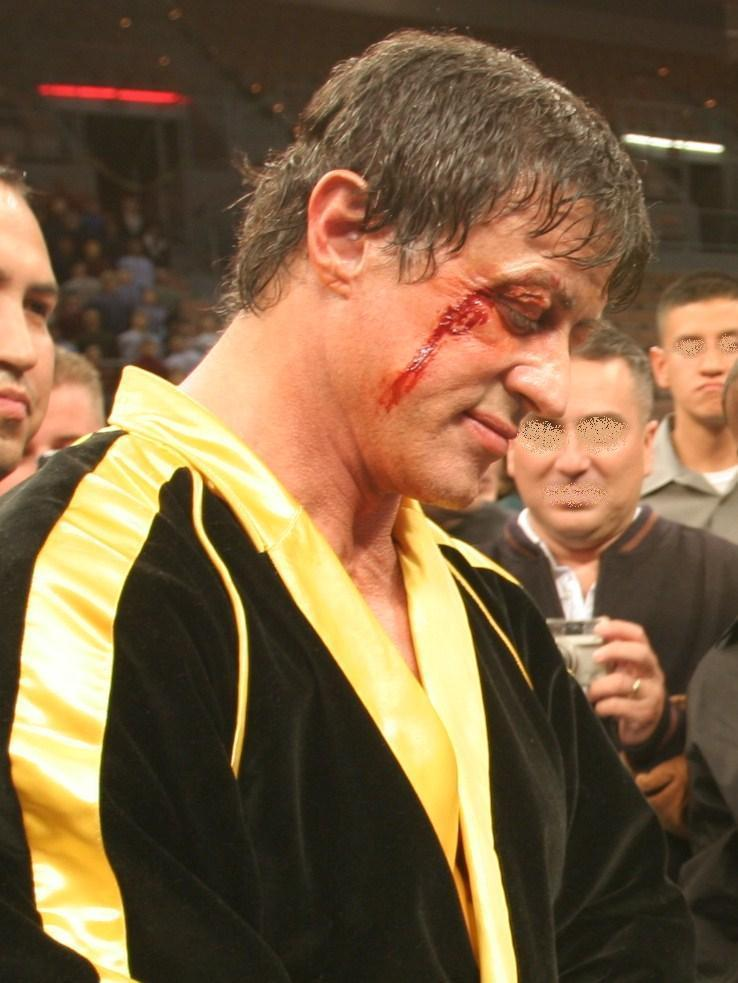
Stallone jako Rocky Balboa (2005)

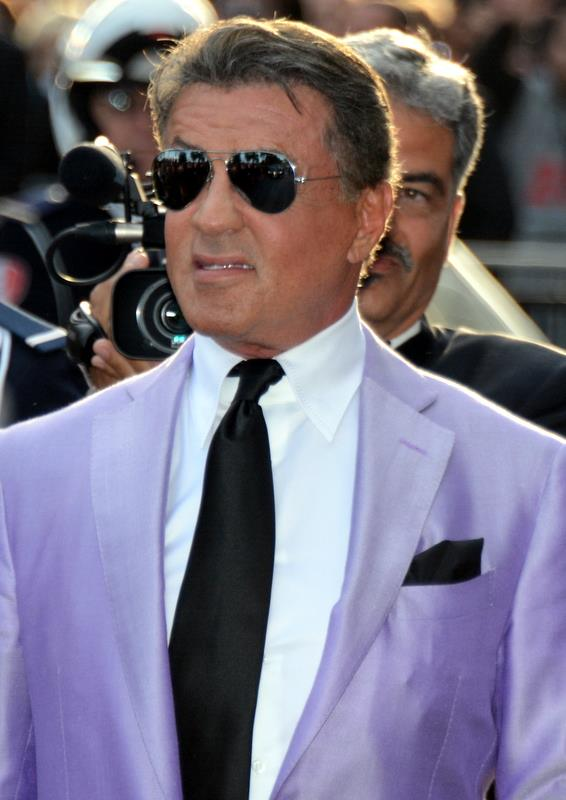
Stallone podczas promocji filmu Niezniszczalni 3 na Festiwalu Filmowym w Cannes (2014)

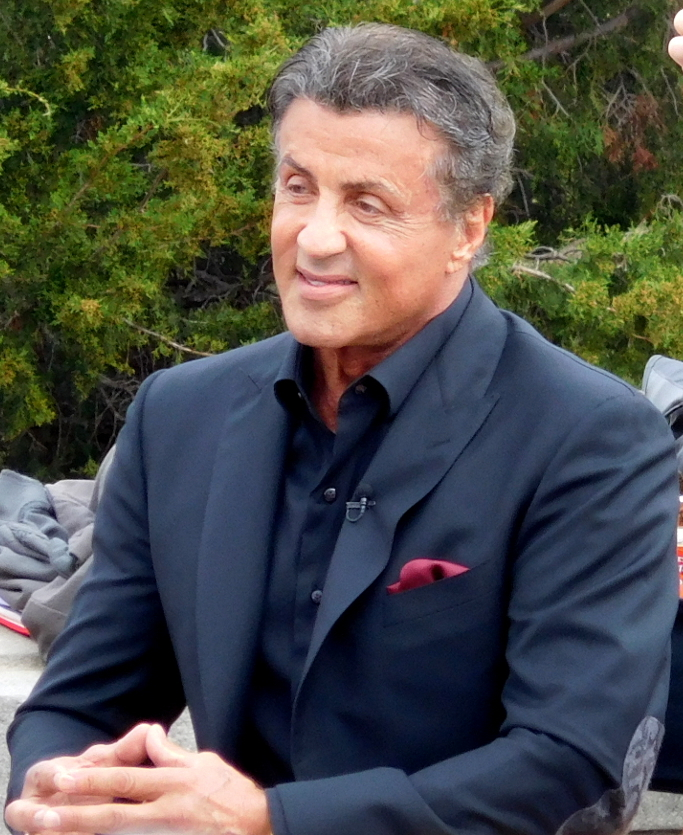
Stallone (2015)

Swoją pierwszą główną rolę zagrał w dreszczowcu Buntownik (Rebel/No Place to Hide, 1973) jako radykalny student Jerry Savage, zmuszony zdecydować, czy chce być ze swoją dziewczyną, czy kontynuować pracę dla terrorystów planujących zamachy bombowe na urzędy przedsiębiorstw, które prowadzą interesy z dyktatorami z państw Ameryki Środkowej w Nowym Jorku pod koniec lat 60. XX wieku. Film miał premierę na Międzynarodowym Festiwalu Filmowym w Atlancie. Potem trafił do obsady czarnej komedii Więzień drugiej alei (The Prisoner of Second Avenue, 1975) z Jackiem Lemmonem i Anne Bancroft, dramatu kryminalnego Capone (1975) z Benem Gazzarą, sportowego filmu sensacyjnego sci-fi Wyścig śmierci 2000 (1975) jako psychopatyczny kierowca, który ze złowieszczą radością rozjeżdża ludzi oraz gościnnie w roli detektywa Ricka Dalya w jednym z odcinków serialu CBS Kojak (1975).
Zagrał główną rolę Rocky’ego Balboa, boksera-amatora w melodramacie sportowym Rocky (1976), do którego napisał scenariusz. Początkowo nie wierzono w sukces, ponieważ przypominał dawne filmy Franka Capry. Jednak film uczynił go idolem i wcieleniem sukcesu, otrzymał trzy nagrody Oscara: za najlepszy film, reżyserię i montaż (spośród 10 nominacji, m.in. za scenariusz i główną rolę). Stallone następnie zagrał przywódcę związkowego w dramacie F.I.S.T. (1978), trenera w dramacie na podstawie jego scenariusza, który sam wyreżyserował – Paradise Alley (1978), jeńca wojennego w obozie hitlerowskim w dramacie wojenno-sportowym Johna Hustona Ucieczka do zwycięstwa (Victory, 1981); wszystkie te filmy okazały się niepowodzeniem.
Trzeba było powtarzać sagę o Rockym-bokserze jeszcze pięciokrotnie, aż ten amerykański mit sukcesu nabrał na ekranie rysów mitu politycznego, przemieniając bohatera w obrońcę zachodnich ideałów przeciwko komunizmowi; tak powstał Rocky II (1979), Rocky III (1982) z Mr. T, Rocky IV (1985), który przyniósł mu dwie Złote Maliny dla najgorszego aktora i najgorszego reżysera, a także nominację dla najgorszego scenarzysty, z Dolphem Lundgrenem, Rocky Balboa (2006).
Drugą kreacją aktorską, którą zdobył uznanie międzynarodowej publiczności, była postać Johna J. Rambo, weterana wojny wietnamskiej w filmie Rambo – Pierwsza krew (First Blood, 1982) i sequelach – Rambo II (Rambo: First Blood Part II, 1985), za który zdobył następne dwie Złote Maliny dla najgorszego aktora i najgorszego scenarzysty, Rambo III (1988) i John Rambo (2008), łącznie dostał 10 Złotych Malin i 30 nominacji za najgorsze role filmowe.
W 1991 był uznawany za siódmego najlepiej zarabiającego artystę świata (z majątkiem szacowanym na 63 mln dol.) i najlepiej opłacanym aktorem na świecie (z honorarium w wysokości 30 mln dol.).
Wystąpił w innych hollywoodzkich produkcjach: Tango i Cash (Tango & Cash, 1989), Oskar, czyli 60 kłopotów na minutę (Oscar, 1991), Człowiek demolka (Demolition Man, 1993) z Sandrą Bullock, Specjalista (The Specialist, 1994) z Sharon Stone, Zabójcy (Assassins, 1995), Tunel (Daylight, 1996), Dorwać Cartera (Get Carter, 2000) z udziałem Michaela Caine’a czy Słodka zemsta (Avenging Angelo, 2002) z Madeleine Stowe.
Napisał scenariusz, wyreżyserował i zagrał w filmie akcji Niezniszczalni (The Expendables, 2010), dla którego zatrudnił gwiazdorską obsadę, w tym Jasona Stathama, Mickeya Rourke’a, Jeta Li, Erica Robertsa, Dolpha Lundgrena i Steve’a Austina – a także Bruce’a Willisa i Arnolda Schwarzeneggera. Powstały kontynuacje: Niezniszczalni 2 (The Expendables 2, 2012) i Niezniszczalni 3 (The Expendables 3, 2014).
Powrócił triumfalnie na kinowy ekran w roli Roberta „Rocky’ego” Balboa’y, Seniora w sensacyjnym dramacie sportowym Creed: Narodziny legendy (2015), za którą otrzymał nagrodę „Odkupienie za Złotą Malinę”, Złoty Glob dla najlepszego aktora drugoplanowego i nominację do Oscara dla najlepszego aktora drugoplanowego, i jego kontynuacji Creed II (2018).

## Życie prywatne
28 grudnia 1974 poślubił fotografkę Sashę Czack, z którą doczekał się narodzin dwóch synów: Sage Moonblood (ur. 5 maja 1976, zm. 13 lipca 2012) i Seargeoh (ur. 1979 z autyzmem dziecięcym). 14 lutego 1985 rozwiódł się z żoną.
15 grudnia 1985 poślubił duńską modelkę Brigitte Nielsen, z którą wystąpił w sensacyjnym dreszczowcu kryminalnym Kobra (Cobra, 1986), ale już 13 lipca 1987 media poinformowały o rozstaniu pary. 17 maja 1997 poślubił modelkę Jennifer Flavin, z którą ma trzy córki: Sophie (ur. 27 sierpnia 1996), Sistine Rose (ur. 27 czerwca 1998) i Scarlet Rose (ur. 25 maja 2002).
Interesuje się malarstwem – kolekcjonował dzieła i sam w wolnym czasie malował obrazy olejne, a jego idolem stał się Leonardo da Vinci.
16 lutego 2007 przyleciał do Sydney w celu promocji filmu Rocky Balboa. Zaraz po wylądowaniu, został zatrzymany przez australijskie służby graniczne, które w jego bagażu znalazły 48 fiolek z syntetycznym hormonem wzrostu. W związku z przemytem został postawiony przed sądem, który 21 maja 2007 uznał go za winnego posiadania nielegalnych w Australii substancji i wyznaczył grzywnę w wysokości 9870 dolarów oraz nakazał pokrycie kosztów sądowych.

## Filmografia
| Rok  | Tytuł                                                                                       | Rola                                                               | Reżyser                                                        |
| ---- | ------------------------------------------------------------------------------------------- | ------------------------------------------------------------------ | -------------------------------------------------------------- |
| 1969 | The Square Root                                                                             | klient w restauracji                                               | Edmond Chevie (w napisach: Edmond J. E’Chevarrie)              |
| 1969 | Szaleńczy zjazd (Downhill Racer)                                                            |                                                                    | Michael Ritchie                                                |
| 1970 | MASH                                                                                        | żołnierz                                                           | Robert Altman                                                  |
| 1970 | Buntownik (No Place to Hide)                                                                | Jerry Savage                                                       | Robert Allen Schnitzer                                         |
| 1970 | Przyjęcie u Kitty i Studa (The Party at Kitty and Stud’s; tytuł reemisji: Italian Stallion) | Stud                                                               | Morton Lewis                                                   |
| 1970 | Zakochani i inni (Lovers and Other Strangers)                                               | gość na weselu                                                     | Cy Howard                                                      |
| 1970 | Pigeons                                                                                     | gość na przyjęciu                                                  | John Dexter                                                    |
| 1971 | Bananowy czubek (Bananas)                                                                   | chuligan w metrze                                                  | Woody Allen                                                    |
| 1971 | Klute                                                                                       | mężczyzna tańczący w klubie                                        | Alan J. Pakula                                                 |
| 1972 | No i co, doktorku? (What’s Up, Doc?)                                                        |                                                                    | Peter Bogdanovich                                              |
| 1974 | Książęta z Flatbush (The Lord’s of Flatbush)                                                | Stanley Rosiello                                                   | Martin Davidson, Stephen Verona                                |
| 1975 | Capone                                                                                      | Frank Nitti                                                        | Steve Carver                                                   |
| 1975 | Kojak                                                                                       | detektyw Rick Daly (odc.: „My Brother, My Enem”)                   | Russ Mayberry                                                  |
| 1975 | Żegnaj, Laleczko (Farewell, My Lovely)                                                      | Jonnie                                                             | Dick Richards                                                  |
| 1975 | Więzień Drugiej Alei (The Prisoner of Second Avenue)                                        | młodzieniec w parku                                                | Melvin Frank                                                   |
| 1975 | Wyścig śmierci 2000 (Death Race 2000)                                                       | Joe Viterbo                                                        | Paul Bartel                                                    |
| 1975 | Mandingo                                                                                    | Villager, młody człowiek w tłumie                                  | Richard Fleischer                                              |
| 1976 | Rocky                                                                                       | Rocky Balboa                                                       | John G. Avildsen                                               |
| 1976 | Cannonball                                                                                  | mafioso                                                            | Paul Bartel                                                    |
| 1978 | Paradise Alley                                                                              | Cosmo Carboni                                                      | Sylvester Stallone                                             |
| 1978 | F.I.S.T.                                                                                    | Johnny D. Kovak                                                    | Norman Jewison                                                 |
| 1979 | Rocky II                                                                                    | Rocky Balboa                                                       | Sylvester Stallone                                             |
| 1979 | Muppet Show                                                                                 | w roli samego siebie                                               | Jim Henson                                                     |
| 1981 | Nocny jastrząb (Nighthawks)                                                                 | detektyw Deke DaSilva                                              | Bruce Malmuth                                                  |
| 1981 | Ucieczka do zwycięstwa (Escape to Victory)                                                  | kpt. Robert Hatch                                                  | John Huston                                                    |
| 1982 | Rambo – Pierwsza krew (First Blood)                                                         | John J. Rambo                                                      | Ted Kotcheff                                                   |
| 1982 | Rocky III                                                                                   | Rocky Balboa                                                       | Sylvester Stallone                                             |
| 1983 | Pozostać żywym (Staying Alive)                                                              | człowiek na ulicy                                                  | Sylvester Stallone                                             |
| 1984 | Kryształ górski (Rhinestone)                                                                | Nick Martinelli                                                    | Bob Clark                                                      |
| 1985 | Rambo II (Rambo: First Blood Part II)                                                       | John J. Rambo                                                      | George Pan Cosmatos                                            |
| 1985 | Rocky IV                                                                                    | Rocky Balboa                                                       | Sylvester Stallone                                             |
| 1986 | Cobra (Cobra)                                                                               | Marion „Cobra” Cobretti                                            | George Pan Cosmatos                                            |
| 1987 | Więcej niż wszystko (Over the top)                                                          | Lincoln Hawk                                                       | Menahem Golan                                                  |
| 1988 | Rambo III                                                                                   | John J. Rambo                                                      | Peter MacDonald                                                |
| 1989 | Osadzony (Lock Up)                                                                          | Frank Leone                                                        | John Flynn                                                     |
| 1989 | Tango i Cash (Tango & Cash)                                                                 | Raymond „Ray” Tango                                                | Andriej Konczałowski                                           |
| 1990 | A Man Called... Rainbo                                                                      | Jim Ramroc / Jim Rainbo                                            | David Casci (w napisach: Lesser Pismo), Robert Allen Schnitzer |
| 1990 | Rocky V                                                                                     | Rocky Balboa                                                       | John G. Avildsen                                               |
| 1991 | Oskar, czyli 60 kłopotów na minutę (Oscar)                                                  | Angelo „Snaps” Provolone                                           | John Landis                                                    |
| 1991 | Życie jak sen (Dream On)                                                                    | w roli samego siebie (odc.: „The Second Greatest Story Ever Told”) | John Landis                                                    |
| 1992 | Stój, bo mamuśka strzela (Stop! Or My Mom Will Shoot)                                       | Joe Bomowski                                                       | Roger Spottiswoode                                             |
| 1993 | Człowiek demolka (Demolition Man)                                                           | John Spartan                                                       | Marco Brambilla                                                |
| 1993 | Na krawędzi (Cliffhanger)                                                                   | Gabe Walker                                                        | Renny Harlin                                                   |
| 1994 | Specjalista (The Specialist)                                                                | Ray Quick                                                          | Luis Llosa                                                     |
| 1995 | Sędzia Dredd (Judge Dredd)                                                                  | sędzia Joseph Dredd                                                | Danny Cannon                                                   |
| 1995 | Zabójcy (Assassins)                                                                         | Robert Rath                                                        | Richard Donner                                                 |
| 1996 | Tunel (Daylight)                                                                            | Kit Latura                                                         | Rob Cohen                                                      |
| 1997 | Saturday Night Live                                                                         | w roli samego siebie (odc.: „Sylvester Stallone/Jamiroquai”)       | Beth McCarthy-Miller                                           |
| 1997 | Faceci w czerni (Men in Black)                                                              | Obcy na monitorze                                                  | Barry Sonnenfeld                                               |
| 1997 | Cop Land                                                                                    | szeryf Freddy Heflin                                               | James Mangold                                                  |
| 1997 | Spalić Hollywood (An Alan Smithee Film: Burn Hollywood Burn)                                | w roli samego siebie                                               | Arthur Hiller                                                  |
| 1997 | The Good Life                                                                               | szef                                                               | Alan Mehrez, Barry Samson                                      |
| 1998 | Mrówka Z (Antz)                                                                             | Weaver (głos)                                                      | Eric Darnell, Tim Johnson                                      |
| 1998 | Klub 54 (54)                                                                                | w roli samego siebie                                               | Mark Christopher                                               |
| 2000 | Dorwać Cartera (Get Carter)                                                                 | Jack Carter                                                        | Stephen Kay                                                    |
| 2001 | Wyścig (Driven)                                                                             | Joe Tanto                                                          | Renny Harlin                                                   |
| 2002 | D-Tox                                                                                       | Jake Malloy                                                        | Jim Gillespie                                                  |
| 2002 | Słodka zemsta (Avenging Angelo)                                                             | Frankie Delano                                                     | Martyn Burke                                                   |
| 2003 | Pokerzyści (Shade)                                                                          | Dean „The Dean” Stevens                                            | Damian Nieman                                                  |
| 2003 | Taxi 3                                                                                      | pierwszy pasażer                                                   | Gérard Krawczyk                                                |
| 2003 | Mali agenci 3D: Trójwymiarowy odjazd (Spy Kids 3-D: Game Over)                              | Toymaker                                                           | Robert Rodriguez                                               |
| 2005 | Las Vegas                                                                                   | Frank Repairman                                                    | Paul Michael Glaser                                            |
| 2005 | Za wszelką cenę (The Contender)                                                             | w roli samego siebie                                               | Michael Simon                                                  |
| 2006 | Rocky Balboa                                                                                | Robert „Rocky” Balboa Sr.                                          | Sylvester Stallone                                             |
| 2008 | John Rambo                                                                                  | John Rambo                                                         | Sylvester Stallone                                             |
| 2009 | Fatalna miłość (Kambakkht Ishq)                                                             | w roli samego siebie                                               | Sabbir Khan                                                    |
| 2010 | Niezniszczalni (The Expendables)                                                            | Barney Ross                                                        | Sylvester Stallone                                             |
| 2010 | Czarodzieje z Waverly Place (Wizards of Waverly Place)                                      | w roli samego siebie (odc.: „The Good, the Bad and the Alex”)      | Victor Gonzalez                                                |
| 2011 | Heca w zoo (Zookeeper)                                                                      | Joe Lion (głos)                                                    | Frank Coraci                                                   |
| 2012 | Niezniszczalni 2 (The Expendables 2)                                                        | Barney Ross                                                        | Simon West                                                     |
| 2012 | Kula w łeb (Bullet to the Head)                                                             | Jimmy Bobo                                                         | Walter Hill                                                    |
| 2013 | Plan ucieczki (Escape Plan)                                                                 | Ray Breslin                                                        | Mikael Håfström                                                |
| 2013 | W obronie własnej (Homefront)                                                               | scenarzysta, producent                                             | Gary Fleder                                                    |
| 2013 | Legendy ringu (Grudge Match)                                                                | Henry ‘Razor’ Sharp                                                | Peter Segal                                                    |
| 2014 | Niezniszczalni 3 (The Expendables 3)                                                        | Barney Ross                                                        | Patrick Hughes                                                 |
| 2014 | Motywacja (Reach Me)                                                                        | Gerald                                                             | John Herzfeld                                                  |
| 2015 | Creed: Narodziny legendy (Creed)                                                            | Robert „Rocky” Balboa Sr.                                          | Ryan Coogler                                                   |
| 2016 | Ratchet & Clank                                                                             | Victor Von Ion (głos)                                              | Jericca Cleland, Kevin Munroe                                  |
| 2017 | Strażnicy Galaktyki vol. 2 (Guardians of the Galaxy Vol. 2)                                 | Stakar Ogord / Starhawk (głos)                                     | James Gunn                                                     |
| 2017 | Animal Crackers                                                                             | Bullet-Man (głos)                                                  | Tony Bancroft, Scott Christian Sava                            |
| 2018 | Escape Plan 2: Hades                                                                        | Ray Breslin                                                        | Steven C. Miller                                               |
| 2018 | Creed II                                                                                    | Rocky Balboa                                                       | Steven Caple Jr.                                               |
| 2018 | Po własnych śladach (Backtrace)                                                             | detektyw Sykes                                                     | Brian A. Miller                                                |
| 2019 | Escape Plan: The Extractors                                                                 | Ray Breslin                                                        | John Herzfeld                                                  |
| 2019 | The Gangster, The Cop, The Devil                                                            |                                                                    | Lee Won-tae                                                    |
| 2019 | Rambo: Ostatnia krew (Rambo: Last Blood)                                                    | John Rambo                                                         | Adrian Grunberg                                                |
| 2022 | Tulsa King                                                                                  | Dwight Manfredi                                                    | Taylor Sheridan                                                |
| 2022 | Samaritan                                                                                   | Joe Smith                                                          | Julius Avery                                                   |
| 2023 | Strażnicy Galaktyki vol. 3 (Guardians of the Galaxy Vol. 3)                                 | Stakar Ogord / Starhawk (głos)                                     | James Gunn                                                     |
| 2023 | Niezniszczalni 4                                                                            | Barney Ross                                                        | Scott Waugh                                                    |

## Nagrody
| Rok  | Nagroda                                       | Kategoria                                                      | Film |
| ---- | --------------------------------------------- | -------------------------------------------------------------- | --- |
| 1976 | David di Donatello                            | Najlepszy aktor zagraniczny                                    | Rocky (1976) |
| 1983 | Nagroda „Bravo”                               | Srebrna statuetka Bravo Otto dla najlepszego aktora            | – |
| 1985 | Nagroda „Bravo”                               | Złota statuetka Bravo Otto dla najlepszego aktora              | – |
| 1985 | Złota Malina                                  | Najgorszy aktor                                                | Kryształ górski (1984)                                                                                                   |
| 1986 | Złota Malina                                  | Najgorszy aktor                                                | Rambo II (1985) |
| 1986 | Złota Malina                                  | Najgorszy scenariusz                                           | Rambo II (1985) |
| 1986 | Złota Malina                                  | Najgorszy reżyser                                              | Rocky IV (1985) |
| 1986 | People’s Choice Award                         | Ulubiony aktor filmowy                                         | Rambo II (1985) Rocky IV (1985)                                                                                          |
| 1986 | Nagroda „Bravo”                               | Srebrna statuetka Bravo Otto dla najlepszego aktora            | – |
| 1987 | Nagroda „Bravo”                               | Srebrna statuetka Bravo Otto dla najlepszego aktora            | – |
| 1988 | Nagroda „Bravo”                               | Srebrna statuetka Bravo Otto dla najlepszego aktora            | – |
| 1989 | Złota Malina                                  | Najgorszy aktor                                                | Rambo III (1988) |
| 1990 | Złota Malina                                  | Najgorszy aktor dekady                                         | Kryształ górski (1984) Rambo II (1985) Rocky IV (1985) Cobra (1986) Rambo III (1988) Osadzony (1989) Tango i Cash (1989) |
| 1992 | Cezar                                         | Cezar Honorowy                                                 | – |
| 1993 | Złota Malina                                  | Najgorszy aktor                                                | Stój, bo mamuśka strzela (1992)                                                                                          |
| 1995 | Złota Malina                                  | Najgorsze ekranowe połączenie z Sharon Stone                   | Specjalista (1994) |
| 1997 | Międzynarodowy Festiwal Filmowy w Sztokholmie | Najlepszy aktor                                                | Cop Land (1997) |
| 1997 | Nagroda Saturna                               | Nagroda za całokształt twórczości                              | – |
| 2000 | Złota Malina                                  | Za 99,5% wszystkiego, co kiedykolwiek zrobił                   | – |
| 2004 | Złota Malina                                  | Najgorszy aktor drugoplanowy                                   | Mali agenci 3D: Trójwymiarowy odjazd (2003)                                                                              |
| 2009 | 66. Międzynarodowy Festiwal Filmowy w Wenecji | Nagroda Jaeger-LeCoultre Glory dla Filmowca                    | – |
| 2015 | National Board of Review                      | Najlepszy aktor drugoplanowy                                   | Creed: Narodziny legendy (2015)                                                                                          |
| 2016 | Złoty Glob                                    | Najlepszy aktor drugoplanowy                                   | Creed: Narodziny legendy (2015)                                                                                          |
| 2016 | Odkupiciel Złotej Maliny                      | Od mistrza wszech czasów Złotej Maliny do kandydata na nagrodę | Creed: Narodziny legendy (2015)                                                                                          |
| 2024 | Złota Malina                                  | Najgorszy aktor drugoplanowy                                   | Niezniszczalni 4 (2023)                                                                                                  |